# 永冶美優紀
永冶 美優紀（ながや みゆき、1983年9月19日 - ）は、日本の女優。岐阜県中津川市出身。ヒラタオフィス所属。

## 略歴
- 2002年、モデルデビュー。ファッション誌、CMを中心に活動。2008年4月に所属事務所をサトルジャパンからBRAVAへ移籍した。
- 2008年11月、芸能活動の開始と共に系列事務所のブルーミングエージェンシーにも所属。同年11月25日、サッポロビールの第18代イメージガールに選ばれる[1][2]。
- 2009年、子供の頃からの夢だった女優の道に転身。
- 2011年5月、ヒラタオフィスへ移籍したことを公式ブログにて発表。同時に、芸名を美優紀から本名の永冶美優紀 (ながや みゆき)に変更することも併せて発表した。
- 2013年3月、表現者として仕事に集中するため、公式ブログの休止を発表（その後閉鎖）。
- 2014年7月5日に結婚式を挙げたことが、親友である葛岡碧[3] や樋場早紀[4]、島村まみ[5] のブログで明らかになった。

## 人物
- 叔父は脚本家の小木曽豊斗である。
- ブログでは書評と映画レビューが多い。
- 日本舞踊15年の経歴を持ち、ドラマデビュー作となる『水戸黄門』では藤娘を舞う。
- ビールをはじめとして、ワイン、焼酎、泡盛など酒類全般を好み、辛党なことから「おっさん」を自称している。
- ファッションモデルの葛岡碧、樋場早紀、島村まみと仲が良く、定期的に食事会を行なっている[6][7][8]。
- 高校3年間、演劇部に所属していた。
- 趣味はもの書き、映画鑑賞、読書。スポーツはヨガ、マラソン。
- 妹が2人いる。
- ショートムービー形式のCMに多数出演。泣きの演技を見せることが多い。

## 出演

### CM
- ブレスケア（小林製薬）
- イオンモール
- まろやか薬品スキントリートメント（日本薬品研究所）
- パルティ（ダリヤ）
- ホワイティーン（キャドバリージャパン）
- クロネコヤマト
- カリフォルニア州観光局「なんでもアリフォルニア」キャンペーン (2008年10月1日〜2010年7月4日)
- 京セラ携帯電話K005 (au) (2010年7月23日〜2011年1月22日)
- 旭化成不動産レジデンス (2012年1月25日〜)
- SUUMO（リクルート）「プロに相談篇」(2012年5月25日〜)
- au「電話サポート24」(2012年6月27日〜)
- 宝くじ (LOTO 6) (2012年7月〜)
- P&Gジャパン「レノアハピネス」(2012年9月17日〜)
- ペイジェム (PAGEM) 手帳シリーズ 日本能率協会マネジメントセンター (2012年9月〜)
- NEXCO中日本 中央自動車道全線開通30周年キャンペーン「さあ、高速で行こう！(中央道編)」(2012年11月5日〜) 監督 成田洋一
- パナソニック「ELUGA P (NTTドコモ)」(2013年6月27日〜)
- 日本マクドナルド 朝マック チキンエッグマフィン「いつも以上の朝篇」「みずみずしい朝篇」(2013年8月9日〜)
- 旭化成ホームプロダクツ株式会社 フロッシュ「絵本になったやさしさ物語」(2013年11月1日〜) 監督 箱守惠輔
- サーモス「フードコンテナー篇」(2015年〜)

### 映画 PV
- 5+camera（2011年）モントリオール「ヌーヴォ映画祭」出品作品 監督 平林勇 フーコ役
- のぞき穴「BeeTV」監督・脚本・編集 飯塚健
  - 第3話「シークレットベース」2012年11月6日配信
  - 第4話「好きすぎて」2012年11月13日配信
  - 第9話「シェアハウス」2012年12月18日配信
- 想送歌 Hilcrhyme(ヒルクライム) PV 2013年1月23日
- RIGHT HERE RIGHT NOW 2014年3月8日 監督 一見正隆
- サンブンノイチ 2014年4月1日 監督 品川ヒロシ

### 舞台
- ブラザー・リコのjipangu大逆転（2010年5月25日-30日、劇団ビタミン大使ABC）演出 宮川賢 ヒロイン

### テレビ
- ピーチ流!（2009年2月9日、読売テレビ）インタビュー
- アグレッシブですけど、何か?（2009年6月22日, 10月5日、広島ホームテレビ）
- easy sports（2010年1月25日-28日、テレビ朝日）ヨガ特集

### テレビドラマ
- 水戸黄門第41部 第6話（2010年5月17日、TBS）
- イロドリヒムラ 第2話（2012年10月22日、TBS）監督・脚本・編集 飯塚健
- 土曜ワイド劇場 法医学教室の事件ファイル35（2012年12月1日、テレビ朝日）工藤真美 役
- GTO（2014年版） 第3話（2014年7月22日、関西テレビ・フジテレビ系）[9]

### 雑誌
- with （講談社）
- ゼクシィ （リクルート）
- ディズニーファン（講談社）
- 美的（小学館）
- FYTTE（フィッテ）（学研マーケティング）

### スチル
- 髙島屋
- 伊勢丹
- DoCoMo
- Lux「パーフェクトスタイリング」
- ワコールウィング
- HONDA
- ルミネ
- サンシャインシティ アルパ
- ニッセン
- サッポロビール
- アディダス (2012年11月〜)

### 交通広告
- ホワイティーン BEAUTY PROJECT キャンペーン（キャドバリージャパン）TOQ-BOX 東急東横線, 渋谷駅ラッピング広告
- サッポロビール トレインチャンネル JR東日本（山手線, 京浜東北線）」
- リクルート SUUMO（東急線 TOQビジョン）(2012年5月25日〜)
- 全日空 60周年キャンペーン「ココロノツバサ。」SKYコイン編（特設サイト, 国内線, 国際線）(2012年11月1日 〜)